# 설동근
설동근(薛東根, 1948년 5월 23일 ~ )은 대한민국의 정치인, 기업인이다.
부산광역시교육감과 교육과학기술부 제1차관을 역임했다. 본관은 순창이며, 경상남도 의령군 출신이다. 종교는 불교이다.

## 학력
- 1967년 : 마산고등학교 졸업
- 1969년 : 부산교육대학교 전문학사
- 2002년 : 한국방송통신대학교 행정학과 학사
- 동아대학교 대학원 행정학 석사
- 동아대학교 행정학 박사

## 경력
- 삼영선박 대표
- 1998 : 부산광역시 교육위원회 위원
- 보이스카우트 부산연맹장
- 2000.10 ~ 2010.06 : 제 12, 13, 14대 부산광역시교육청 교육감
- 2005.08 : 제2기 대통령자문 교육혁신위원회 위원장
- 2009.11 ~ 2010.06 : 제2대 전국시도교육감협의회 회장
- 2009.12 ~ 2010.6 : EBS 학교교육자문위원회 위원장
- 2010.5 : 교육과학기술부 제2기 정책자문위원회 위원장
- 2010.08 ~ 2012.01 : 교육과학기술부 제1차관
- 2012.06 ~ 2015.12 : 동명대학교 총장
- 2013.07 : 교육부 정책자문위원회 위원장
- 부산창조경제혁신센터 이사장

## 수상
- 2012년 : 황조근정훈장
- 2013년 : 부산문화대상 사회공헌부문

## 역대 선거 결과
| 실시년도 | 선거                  | 대수 | 직책   | 선거구     | 정당   | 득표수     | 득표율          | 순위 | 당락 | 비고           |
| -------- | --------------------- | ---- | ------ | ---------- | ------ | ---------- | --------------- | ---- | ---- | -------------- |
| 2007년   | 부산광역시교육감 선거 | 18대 | 교육감 | 부산광역시 | 무소속 | 147,018 표 | \| \| 33.82% \| | 1위  |      | 초선, 민선 4기 |
|          | 33.82%                |      |        |            |        |            |                 |      |      |                |